# Pilea crassifolia
Espèce
Classification APG II (2003)
Pilea crassifolia est une espèce de plantes à fleurs de la famille des Urticaceae native d'Amérique centrale et d'Amérique du Sud. C'est une plante herbacée pérenne.